# گل‌کوب کلاه‌قرمزی
گل‌کوب کلاه‌قرمزی (نام علمی: Dicaeum geelvinkianum) نام یک گونه از سرده گل‌کوب‌های اصلی است.